# Himno de la Patrulla Águila
El himno de la Patrulla Águila. Compuesto por Francisco Álvarez Marcos. La interpreta la Unidad de Música de la Academia General del Aire en San Javier (Murcia) bajo la batuta del comandante Pedro Soriano.

## Letra
Patrulla Águila de España,
estandarte de oro y sol.
Eres alma, cuerpo y gloria
del Ejército Español.
Siete sueños de ilusión,
y siete estelas de victoria.
Son de la patria la oración,
y del recuerdo la flor.
Brillará, sobre el azul,
los colores de nuestra nación.
En ofrenda y promesa,
del futuro y tradición.
Con valor, hasta el fin,
recordemos el nombre de España.
Que esa es nuestra misión,
¡escribid! el cielo, la patria y el honor.
Patrulla Águila de España,
en tus alas nuestra memoria.
Mensajera de nuestra historia
y del orgullo de ser español.